# Letzigraben

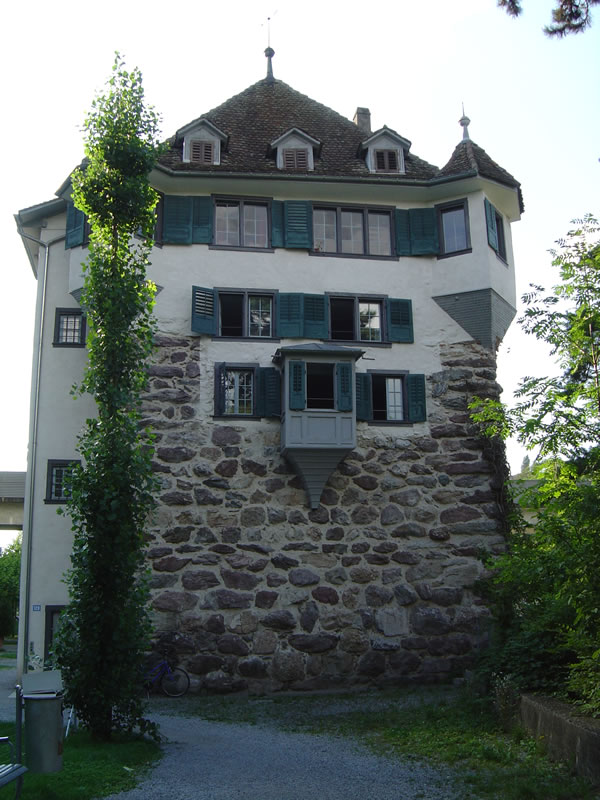
Der Hardturm als limmatseitige Begrenzung der mittelalterlichen Befestigungsanlagen

Der Letzigraben ist heute eine Strasse im Westen der Stadt Zürich. Sie führt vom Letzigrund bergwärts zu den Abhängen des Uetlibergs und folgt somit dem früheren Verlauf der Letzimauer, welche ein Vorwerk der früheren Stadtbefestigung der Reichsvogtei Zürich war und damals weit ausserhalb der eigentlichen Stadtmauer lag.
Diese Verteidigungslinie führte vom Hardturm an den linksseitigen Ufern der Limmat bis zu der Ruine Friesenberg, welche an den Abhängen des Uetlibergs liegt. Sie wurde im Mittelalter erstellt. In Zürich war die Letzimauer wohl ebenfalls mit einem Wehrgraben gepaart, was der Strasse letztendlich zu ihrem Namen verholfen haben dürfte. An die auf der rechten Seite der Limmat gelegene Verlängerung dieser Verteidigungslinie zum Zürichberg erinnert auch heute noch die Letzistrasse.

## Römischer Gutshof
Vom 1. bis zum 4. Jahrhundert nach Christus stand am Letzigraben, auf demselben Moränenhügel wie später der Zürcher Galgen, ein römischer Gutshof. Das Hauptgebäude war 40 Meter lang und wurde bereits 1838 von der Antiquarischen Gesellschaft ein erstes Mal bei Ausgrabungen untersucht. Damals wurden zahlreiche römische Gegenstände gefunden, welche heute im Landesmuseum zu besichtigen sind.

## Galgen am Letzigraben
Am Letzigraben stand ab dem 14. Jahrhundert auch ein von der Stadt Zürich errichteter Galgen. Dieser befand sich auf einem Moränenhügel und stand damals ausserhalb der Stadt. Hier wurden Verurteilte aufgehängt oder gerädert, nachdem man ihnen im Stadthaus den Prozess gemacht hatte. Das Volk, welches am Hinrichtungstag in Scharen am Letzigraben auftauchte, wurde an Verpflegungsständen bewirtet.
Heute gehört der damalige Galgenhügel zum Gebiet des Freibades Letzigraben, welches 1947–49 vom Architekten Max Frisch erbaut wurde. Die Baustelle und der Fortgang der Bauarbeiten wird in dessen Tagebuch 1946–1949 mehrfach erwähnt.
Die letzte Hinrichtung am Albisrieder Galgen fand 1810 statt. Der heimatlose Melchior Dürr, Mitglied einer Gaunerbande, wurde "mit dem Strang vom Leben zum Tode gebracht", wie eine zeitgenössische Quelle zu berichten weiss. Der Galgen wurde 1831 in einer Nacht-und-Nebel-Aktion durch Sträflinge des Zuchthauses Oetenbach im Auftrag der Obrigkeit abgebrochen. Bei den Grabungen nach römischen Überresten im 19. Jahrhundert wurden wohl auch zahlreiche Fundstücke zerstört, die zum Galgen gehörten.
In den Jahren 2005 bis 2007 wurde das unter Denkmalschutz stehende Freibad am Letzigraben saniert. Im Rahmen dieser Sanierungsarbeiten wurden von der Stadtarchäologie Grabungen auf dem Moränenhügel, dem ehemaligen Standort des Galgens, vorgenommen. Erste Resultate wurden am 10. Februar 2006 über die Medien kommuniziert. So wurden drei Skelette von vermutlich ehem. Hingerichteten nur wenige dutzend Zentimeter unter der heutigen Liegewiese des Bades gefunden, teilweise mit überstreckten Halswirbelsäulen, verdrehten Armen und zertrümmertem Schädeldach.